# Sporthalle (Cologne)
Pour les articles homonymes, voir Sporthalle.

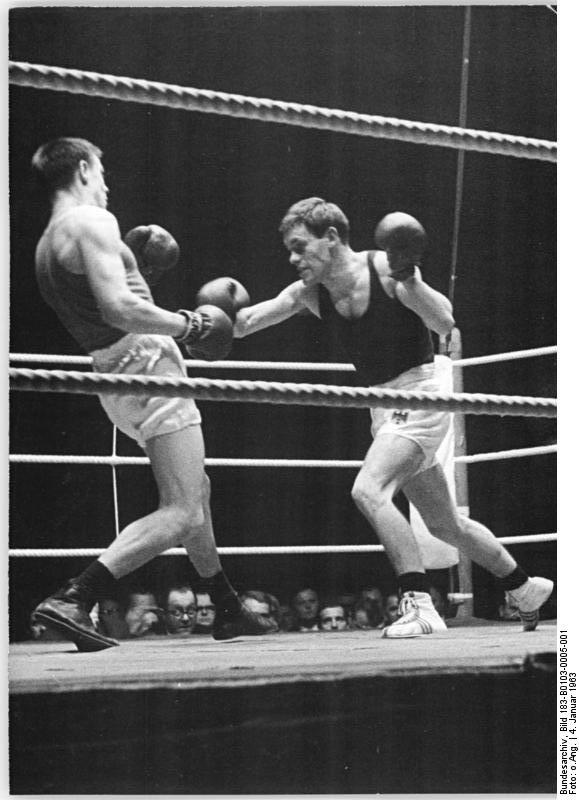
Combat international de boxe entre la République fédérale d'Allemagne et l'URSS en 1963 : dans la catégorie des poids légers, le boxeur soviétique Nikandorov (à gauche) bat le boxeur ouest-allemand Schmitt.

Le Sporthalle est une salle de spectacle, et la plus importante de Cologne, en Allemagne. Entre la première manifestation en décembre 1958 et la dernière en août 1998, 3 469 événements y ont été organisés, attirant 15,4 millions de visiteurs. Le gymnase est démoli en 1999 dans le cadre de l'extension du Koelnmesse. 

## Histoire
Avant la Seconde Guerre mondiale, les événements sportifs en salle se déroulaient dans le Rheinlandhalle à Cologne-Ehrenfeld. Les projets de revitalisation de ce hall gravement endommagé à des fins sportives échouèrent pour des raisons financières, de construction et de circulation. Après que différentes initiatives ont été abandonnées, le président du groupe parlementaire du SPD, Theo Burauen, demande à nouveau en février 1955 la construction d'un « plus grand hall sportif ». En 1957, des plans sont présentés selon lesquels un hall X devait être construit sur le parc des expositions de Cologne-Deutz, qui pourrait être utilisé pour des manifestations sportives et autres pendant les périodes sans salon ni exposition. Le 5 décembre 1958, la société Kölner Betriebsgesellschaft GmbH est fondée dans le but de gérer et de commercialiser les événements pour le hall sportif au parc des expositions, dans le quartier de Deutz, sur la rive droite du Rhin. Cette société d'exploitation était une filiale de la Dortmunder Westfalenhallen AG. Le contrat de fondation prévoyait que le hall pourrait être utilisé pour des événements sportifs entre décembre 1958 et février 1959
L'inauguration solennelle du gymnase de Cologne a lieu le 13 décembre 1958, avec des discours du président de la Fédération Deutscher Sportbund Willi Daume et du maire de Cologne Burauen. Dès 1959, la Westfalenhallen AG se retire du contrat et la société d'exploitation, rebaptisée Kölner Sporthallen GmbH, devint la propriété de la ville de Cologne. Elle est ensuite rebaptisée Kölner Sportstätten GmbH et gère depuis également d'autres installations sportives de la ville de Cologne. 

## Caractéristiques
Le gymnase, d'une capacité de 8 000 spectateurs et d'une superficie de 6 500 m2, possède un vélodrome fixe d'une longueur de 166 mètres. À l'intérieur, les sièges pouvaient être disposés de manière variable en fonction du type de manifestation, grâce à des tribunes en tubes d'acier et à des rangées de chaises montées de manière mobile. Une patinoire y est installée pour les spectacles réguliers de la revue de patinage Holiday on Ice. Au début, le gymnase n'est utilisé que pendant les mois d'hiver pour des manifestations sportives et remplace ainsi le Rheinlandhalle de Cologne-Ehrenfeld. Le 31 mars 1962, il est isolé du complexe de halles de la Messe- und Ausstellungs GmbH, de sorte qu'il est désormais disponible pour toutes les formes de manifestations.
Contrairement à ce que son nom indique, elle n'accueille pas seulement des événements sportifs nationaux et internationaux, mais sert également de scène pour des concerts de renommée mondiale et d'autres manifestations. Elle est utilisée comme salle multifonctionnelle, même si le vélodrome intégré était gênant. Néanmoins, des concerts internationaux continuent à avoir lieu dans les halls d'exposition, comme par exemple le 6 novembre 1966, le concert des Who avec les Lords et les Beat Stones de Cologne (prédécesseurs des Bläck Fööss) dans le hall 8. En première partie du concert des Beach Boys, les Beat Stones présentent leur premier single What ? Am I in Love ?. 